# Феган, Хорхе
Хорхе Винисио Феган Полит (исп. Jorge Vinicio Fegan Pólit) (3 августа 1931, Кито, Эквадор — 10 июля 1993, Мехико, Мексика) — мексиканский и эквадорский актёр, ученик Андреса Солера.

## Биография
Родился 3 августа 1931 года в Кито. В эквадорском кинематографе дебютировал в 1960 году, в мексиканском  кинематографе дебютировал в 1962 году и с тех пор снялся более чем в 200 фильмах и телесериалах, а также работал в кинематографе в качестве сценариста. В РФ был известен прежде всего по роли Матиаса в культовом телесериале «Моя вторая мама». Был удостоен одной премии Ariel de Plata в 1991 году в номинации мужской коактинг за роль Дона Роке в фильме «Красный рассвет».
Скорпостижно скончался 10 июля 1993 года в Мехико в возрасте всего лишь 61 года.

## Фильмография

### Телесериалы
- 1982 — Габриэль и Габриэла — Сеньор Гоисуруэта.
- 1986 — 
  - Секретная тропа — Капитан Раймундо Флориани.
  - Слава и ад
- 1987 — Путь к славе — Луис Кабрера.
- 1987-94 — Отец-одиночка
- 1988-89 — Сладкое желание — Коронель Рамон Седена.
- 1989 — Моя вторая мама — Матиас.
- 1991 — Пойманная — Доктор Салас.
- 1992 — Дедушка и я — Директор школы и профессор Масиас.

### Фильмы
- 1962 — Заплатанное лицо — Детектив в отеле.
- 1966 — Осквернители могил — Скрипач.
- 1967 —
  - Барон Бракола — Слуга.
  - С.О.С.  Заговор бикини
- 1968 —
  - Девушки, девушки, девушки
  - Этой ночью да
- 1969 —
  - Вы не будете судить своих родителей
  - Марш Сакатекаса — Генерал Фелипе Анхелес.
- 1989 — Красный рассвет — Дон Роке (премия Ariel de plata в номинации  мужской коактитнг)

### Сценарист

#### Фильмы
- 1984 — Аризона
- 1990 —
  - Коротко, но совместимо
  - Накос против наркоторговцев